# (2215) Sichuan
(2215) Sichuan est un astéroïde de la ceinture principale.

## Description
(2215) Sichuan est un astéroïde de la ceinture principale. Il fut découvert le 12 novembre 1964 à Nanking par l'observatoire de la Montagne Pourpre. Il présente une orbite caractérisée par un demi-grand axe de 2,79 UA, une excentricité de 0,26 et une inclinaison de 10,7° par rapport à l'écliptique.

## Compléments